# Distrikt Berea
Der Distrikt Berea ist einer von zehn Distrikten (Bezirken) des Königreichs Lesotho im südlichen Afrika. Der Distrikt ist nach der 1843 gegründeten Berea Mission auf dem gleichnamigen Plateau nahe der Landeshauptstadt Maseru benannt. Diese Missionsstation ist wiederum nach der griechischen Stadt Berea, heute Veria, benannt, die mehrfach vom Apostel Paulus besucht wurde.

## Geographie
Der 2222 Quadratkilometer große Distrikt liegt im Norden Lesothos. Mit rund 260.000 Einwohnern ist er der dichtbesiedeltste Distrikt und einer der einwohnerstärksten Distrikte des Landes.
Siehe auch: Daten der Distrikte Lesothos
Die angrenzenden Distrikte sind Maseru im Süden, Thaba-Tseka im Osten und Leribe im Norden. Auf der Westseite hat der Distrikt eine kurze gemeinsame Grenze mit der südafrikanischen Provinz Freistaat. Die Hauptstadt ist Teyateyaneng, kurz TY.

### Ortschaften
- Teyateyaneng, Hauptort des Distrikts mit etwa 24.000 Einwohnern (Stand 2016)
- Mapoteng, mit Krankenhaus

#### Community Councils
Die Community Councils (etwa: Gemeinden) des Distrikts sind Kanana, Kueneng, Mabote, Makoena, Maluba-Lube, Mapoteng, Motanasela, Phuthiatsana, Senekane und Tebe-Tebe.

## Einwohnerentwicklung
| Jahr | Einwohnerzahl |
| ---- | ------------- |
| 1986 | 194.600       |
| 1996 | 240.754       |
| 2001 | 300.557       |
| 2006 | 256.496       |
| 2016 | 262.616       |

## Sonstiges
Berea ist der einzige Distrikt Lesothos, der nicht so wie seine Hauptstadt heißt.